# مقاطعة فرانكلين (فلوريدا)
مقاطعة فرانكلين، فلوريدا (بالإنجليزية: Franklin County, Florida)‏ هي مقاطعة في ولاية فلوريدا الأمريكية.